# Hilter am Teutoburger Wald
Hilter am Teutoburger Wald è un comune di 10 480 abitanti, della Bassa Sassonia, in Germania.
Appartiene al circondario (Landkreis) di Osnabrück (targa OS).